# Liste des stations balnéaires allemandes

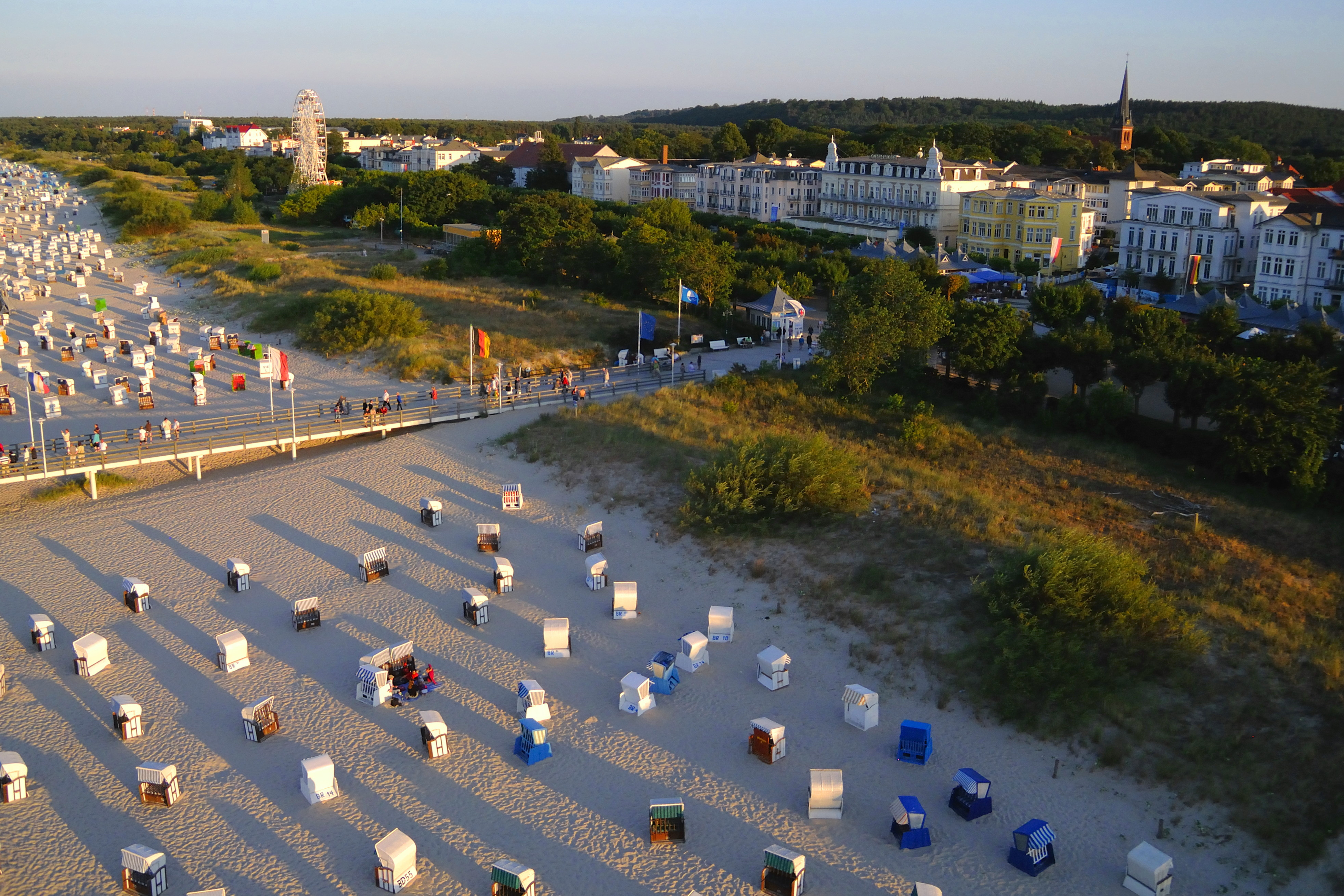
Ahlbeck sur Usedom - plage, dunes et esplanade d'un typique de station balnéaire de la Mer Baltique. L'architecture est désignée par le terme Bäderarchitektur

Ce qui suit est une liste de accréditée par l'État des stations balnéaires en Allemagne. La liste est triée par mer (baltique et mer du Nord), puis par Länder, puis par arrondissements. Après le nom de chaque station, le statut officiellement désigné est mentionné dans la langue allemande avec une traduction française.

## Mer Baltique

### Mecklembourg-Poméranie-Occidentale
Le Mecklembourg-Poméranie-Occidentale a le plus long littoral de l'Allemagne, avec un total de 1 900 km. Une partie du littoral est désignée par la région comme la « Riviera allemande ».
Arrondissement du Mecklembourg-du-Nord-Ouest
- Boltenhagen – Ostseeheilbad, c'est-à-dire station thermale de la mer Baltique.
- Insel Poel (île) – Ostseebad, c'est-à-dire station de la mer Baltique.

Rostock
- Warnemünde, ville de Rostock – Ostseelbad, station de la mer Baltique.

Arrondissement de Rostock

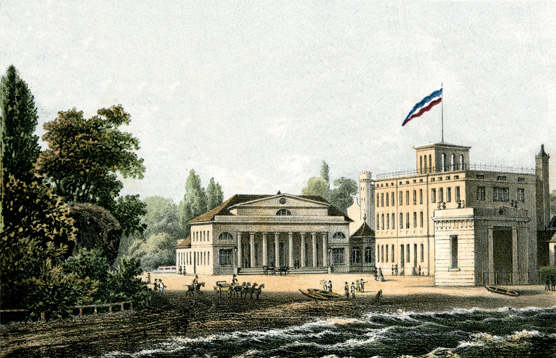
Heiligendamm, fondée en 1793, elle est la plus ancienne station balnéaire du continent européen. Elle est précurseur dans l'architecture Bäderarchitektur'.

- Graal-Müritz –  Ostseeheilbad, station thermal de la mer Baltique.
- Heiligendamm, ville de Bad Doberan – Ostseeheilbad, station thermale de la mer Baltique.

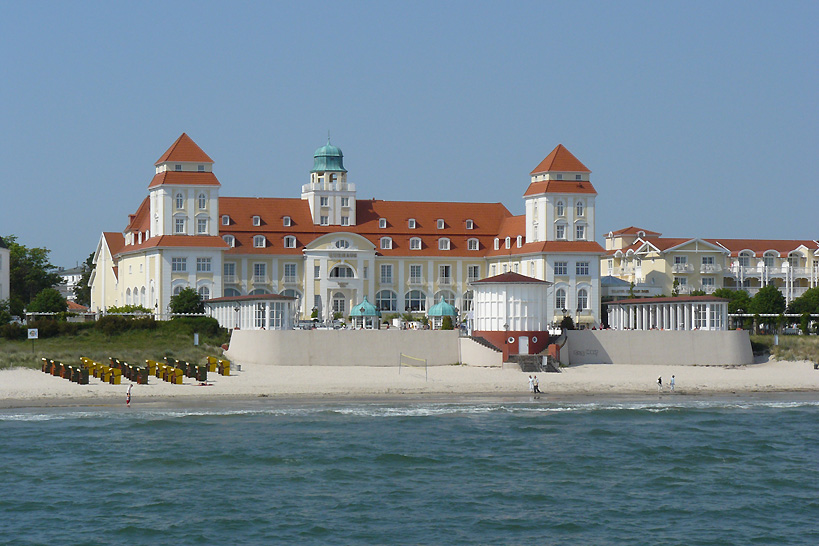
Binz sur l'île de Rugia

- Kühlungsborn – Ostseeheilbad, station thermal de la mer Baltique.
- Nienhagen – Ostseebad, station de la mer Baltique.
- Rerik – Ostseebad, station de la mer Baltique.

Arrondissement de Poméranie-Occidentale-Greifswald
- Lubmin – Ostseebad, station de la mer Baltique.
- Ueckermünde – Seebad, c'est-à-dire station balnéaire.

Sur l'île de Usedom:
- Ahlbeck sur l'île d'Usedom, commune de Heringsdorf – Ostseeheilbad, station thermale de la mer Baltique.
- Bansin sur l'île d'Usedom Île, commune de Heringsdorf – Ostseeheilbad, station thermale de la mer Baltique.
- Heringsdorf – Ostseeheilbad, station thermale de la mer Baltique.
- Karlshagen – Ostseebad, station de la mer Baltique.
- Koserow – Ostseebad, station de la mer Baltique.
- Loddin – Ostseebad, station de la mer Baltique.
- Trassenheide – Ostseebad, station de la mer Baltique.
- Ückeritz – Ostseebad, station de la mer Baltique.
- Zempin – Ostseebad, station de la mer Baltique.
- Zinnowitz – Ostseeheilbad, station thermale de la mer Baltique.

Arrondissement de Poméranie-Occidentale-Rügen
- Dierhagen – Ostseeheilbad, station thermale de la mer Baltique.
- Insel Hiddensee – Ostseebad, station de la mer Baltique.

Sur la péninsule de Fischland-Darss-Zingst :
- Ahrenshoop – Ostseeheilbad, station thermale de la mer Baltique.
- Born a. Darß - Seebad, station balnéaire.
- Prerow – Ostseebad, station de la mer Baltique.
- Wieck a. Darß - Seebad, station balnéaire.
- Wustrow– Ostseeheilbad, station thermale de la mer Baltique.
- Zingst – Seeheilbad, station thermale.

Sur l'île de Rugia:
- Baabe – Ostseebad, station de la mer Baltique.
- Binz – Ostseebad, station de la mer Baltique.
- Breege avec Juliusruh – Ostseebad, station de la mer Baltique.
- Göhren – Ostseebad, station de la mer Baltique.
- Lauterbach, ville de Putbus - Ostseebad, station de la mer Baltique.
- Prora, ancienne station de l'Allemagne nazie
- Sassnitz - Ostseebad, station de la mer Baltique.
- Sellin – Ostseebad, station de la mer Baltique.
- Thiessow – Ostseebad, station de la mer Baltique.

### Schleswig-Holstein
Lübeck

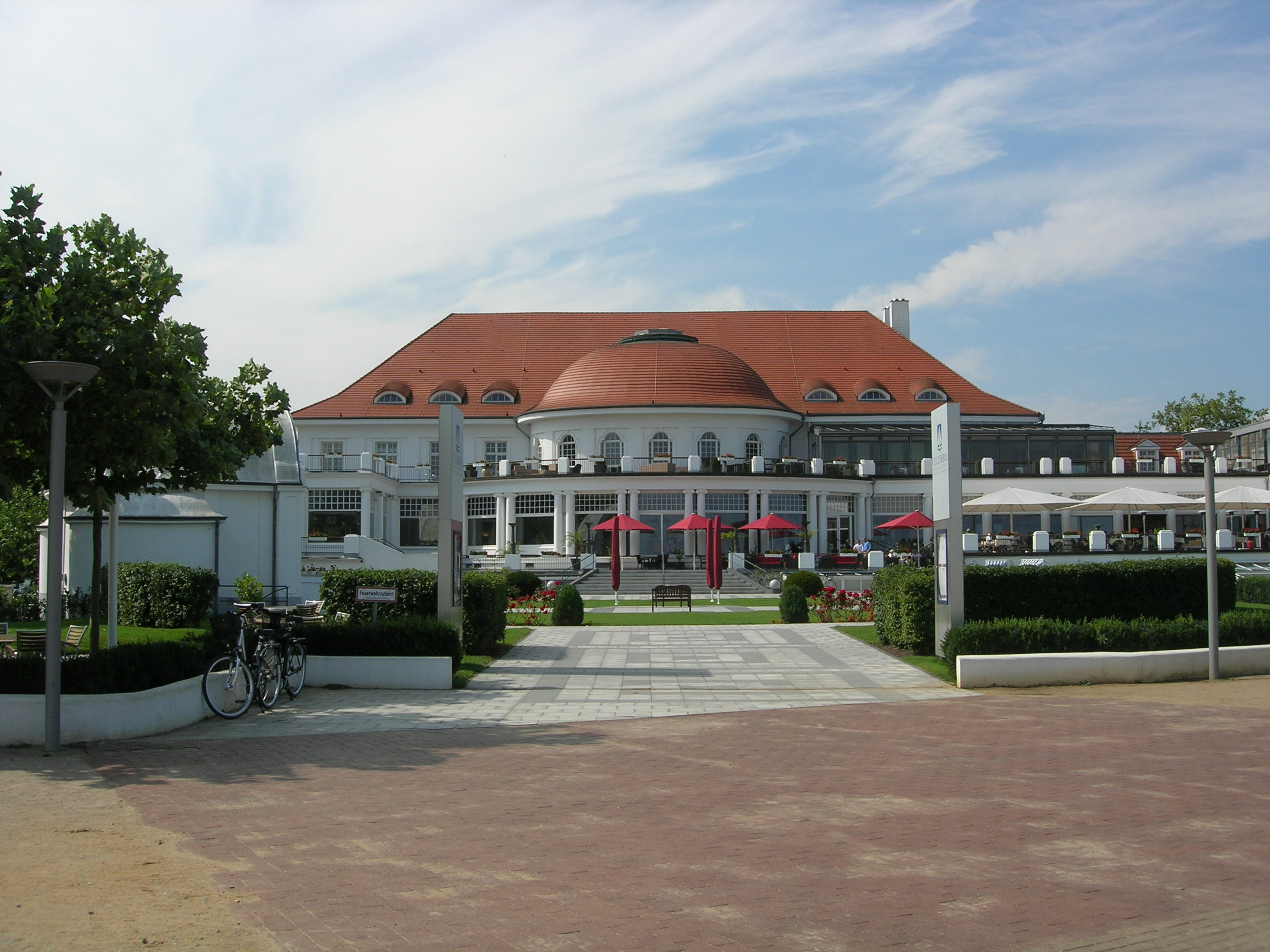
Columbia Hotel à Travemünde

- Travemünde, ville de Lübeck – Ostseeheilbad, station thermale de la mer Baltique.

Arrondissement du Holstein-de-l'Est
- Burg auf Fehmarn, commune de Fehmarn – Ostseeheilbad, station thermale de la mer Baltique.
- Dahme – Ostseeheilbad, station thermale de la mer Baltique.
- Grömitz – Ostseeheilbad, station thermale de la mer Baltique.
- Großenbrode – Ostseeheilbad, station thermale de la mer Baltique.
- Haffkrug, commune de Scharbeutz – Ostseeheilbad, station thermale de la mer Baltique.
- Heiligenhafen – Ostseeheilbad, station thermale de la mer Baltique.
- Kellenhusen (Ostsee) – Ostseeheilbad, station thermale de la mer Baltique.
- Neustadt in Holstein – Ostseebad, station de la mer Baltique.
- Niendorf, commune de Timmendorfer Strand – Ostseeheilbad
- Scharbeutz – Ostseeheilbad, station thermal de la mer Baltique.
- Sierksdorf – Ostseebad, station de la mer Baltique.
- Timmendorfer Strand – Ostseeheilbad, station thermale de la mer Baltique.
- Weißenhäuser Strand, commune de Wangels – Ostseebad, station de la mer Baltique.

Arrondissement de Plön
- Heikendorf – Ostseebad, station de la mer Baltique.
- Hohwacht (Ostsee) – Ostseeheilbad, station thermale de la mer Baltique.
- Laboe – Ostseebad, station de la mer Baltique.
- Schönberg (Holstein) avec Holm – Ostseebad, station de la mer Baltique.

Arrondissement de Rendsburg-Eckernförde
- Damp – Ostseebad, station de la mer Baltique.
- Eckernförde – Ostseebad, station de la mer Baltique.
- Strande –Ostseebad, station de la mer Baltique.
- Schönhagen, commune de Brodersby – Ostseebad, station de la mer Baltique.

Arrondissement de Schleswig-Flensbourg
- Glücksburg – Ostseeheilbad, station thermale de la mer Baltique.

## Mer du Nord

### Basse-Saxe
Arrondissement d'Aurich

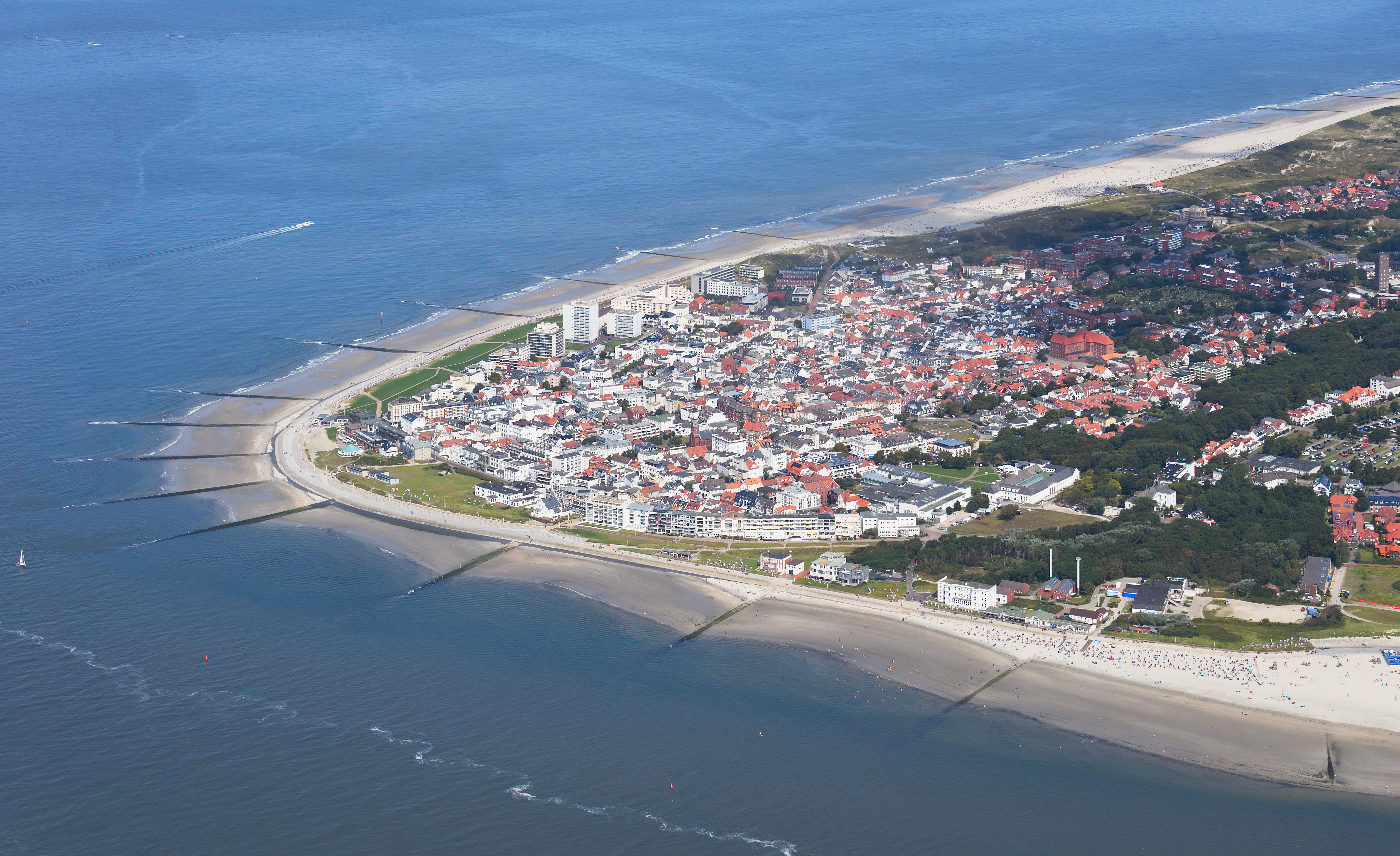
Norderney, la première station de la mer du Nord allemande, fondée en 1797.

- Baltrum - Nordseeheilbad, station thermale de la mer du Nord.
- Dornumersiel, commune de Dornum - Nordseebad, station de la mer du Nord.
- Juist – Nordseeheilbad, station thermale de la mer du Nord.
- Norddeich, ville de Norden – Nordseeheilbad, station thermale de la mer du Nord.
- Norderney – Nordseeheilbad, station thermale de la mer du Nord.

Arrondissement de Cuxhaven
- Cuxhaven - Nordseeheilbad, station thermale de la mer du Nord.
- Duhnen, ville de Cuxhaven
- Otterndorf, Samtgemeinde Land Hadeln - Nordseebad
- Wremen, Samtgemeinde Land Wursten - Nordseebad

Arrondissement de Frise
- Dangast, ville de Varel - Nordseebad, Heilquellen-Kurbetrieb
- Horumersiel-Schillig, commune de Wangerland – Nordseeheilbad, station thermale de la mer du Nord.
- Wangerooge – Nordseeheilbad, station thermale de la mer du Nord.

Arrondissement de Leer
- Borkum – Nordseeheilbad, station thermale de la mer du Nord.

Arrondissement de Wesermarsch
- Burhave, commune de Butjadingen – Nordseebad, station de la mer du Nord.
- Tossens, commune de Butjadingen – Nordseebad, station de la mer du Nord.

Arrondissement de Wittmund
- Bensersiel, ville de Esens – Nordseeheilbad, station thermale de la mer du Nord.
- Carolinensiel-Harlesiel, ville de Wittmund
- Langeoog
- Neuharlingersiel – Nordseeheilbad, station thermale de la mer du Nord.
- Spiekeroog – Nordseeheilbad, station thermale de la mer du Nord.

### Schleswig-Holstein
Arrondissement de Dithmarse
- Friedrichskoog

Nordfriesland

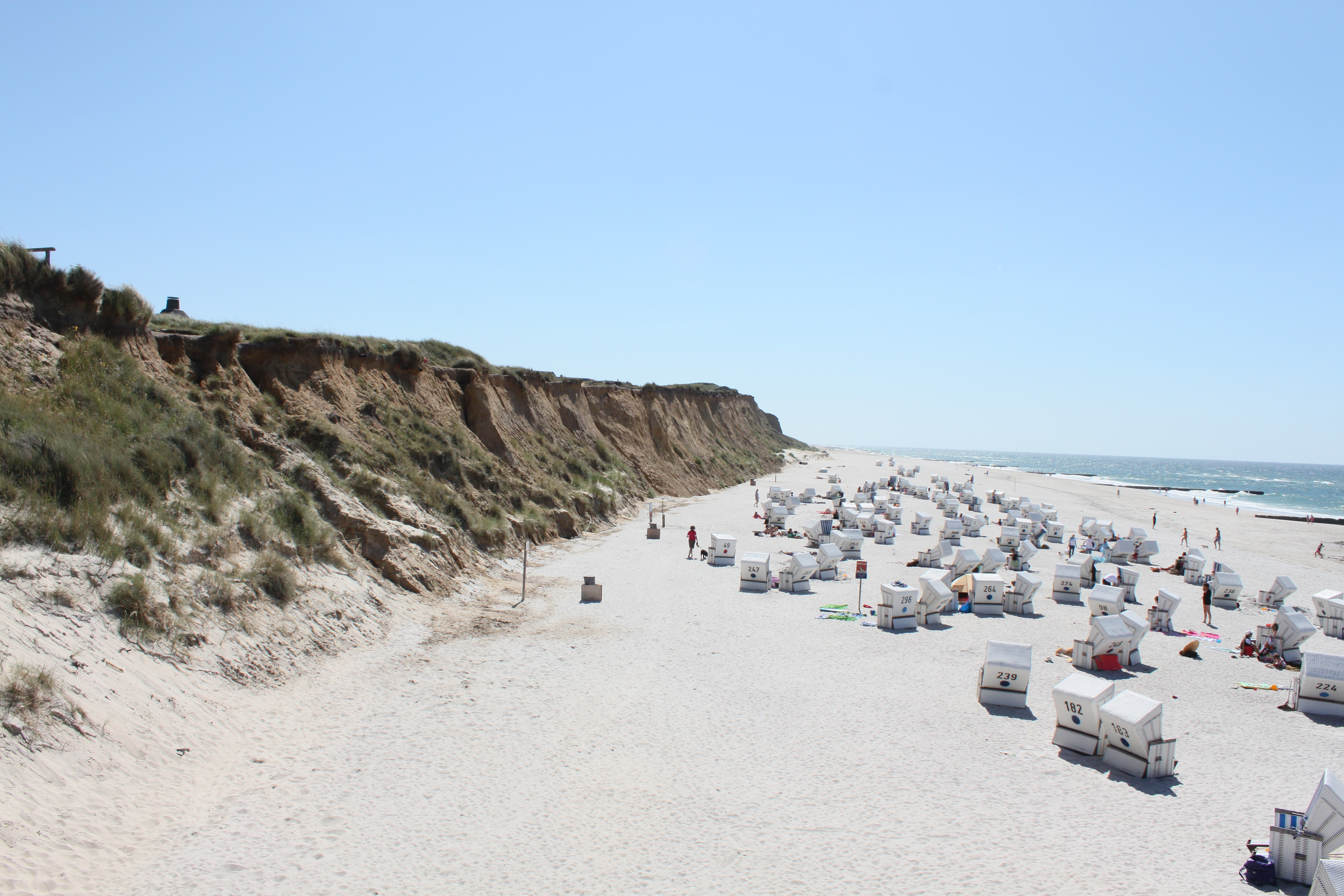
Kampen sur l'île de Sylt

- Amrum avec Nebel, Norddorf et Wittdün
- Nieblum
- Nordstrand
- Pellworm
- Sankt Peter-Ording - Nordseeheilbad, station thermale de la mer du Nord.
- Utersum
- Wyk auf Föhr

L'île de Sylt:
- Hörnum (Sylt), arrondissement de Frise-du-Nord, Schleswig-Holstein – Nordseeheilbad, station thermale de la mer du Nord.
- Kampen (Sylt) - Nordseebad, station de la mer du Nord.
- List (Sylt) - Seebad, station balnéaire.
- Rantum (Sylt) - Nordseebad, station de la mer du Nord.
- Wenningstedt - Nordseebad, station de la mer du Nord.
- Westerland

Arrondissement de Pinneberg
- Heligoland

## Anciennes stations balnéaires allemandes (avant 1945)

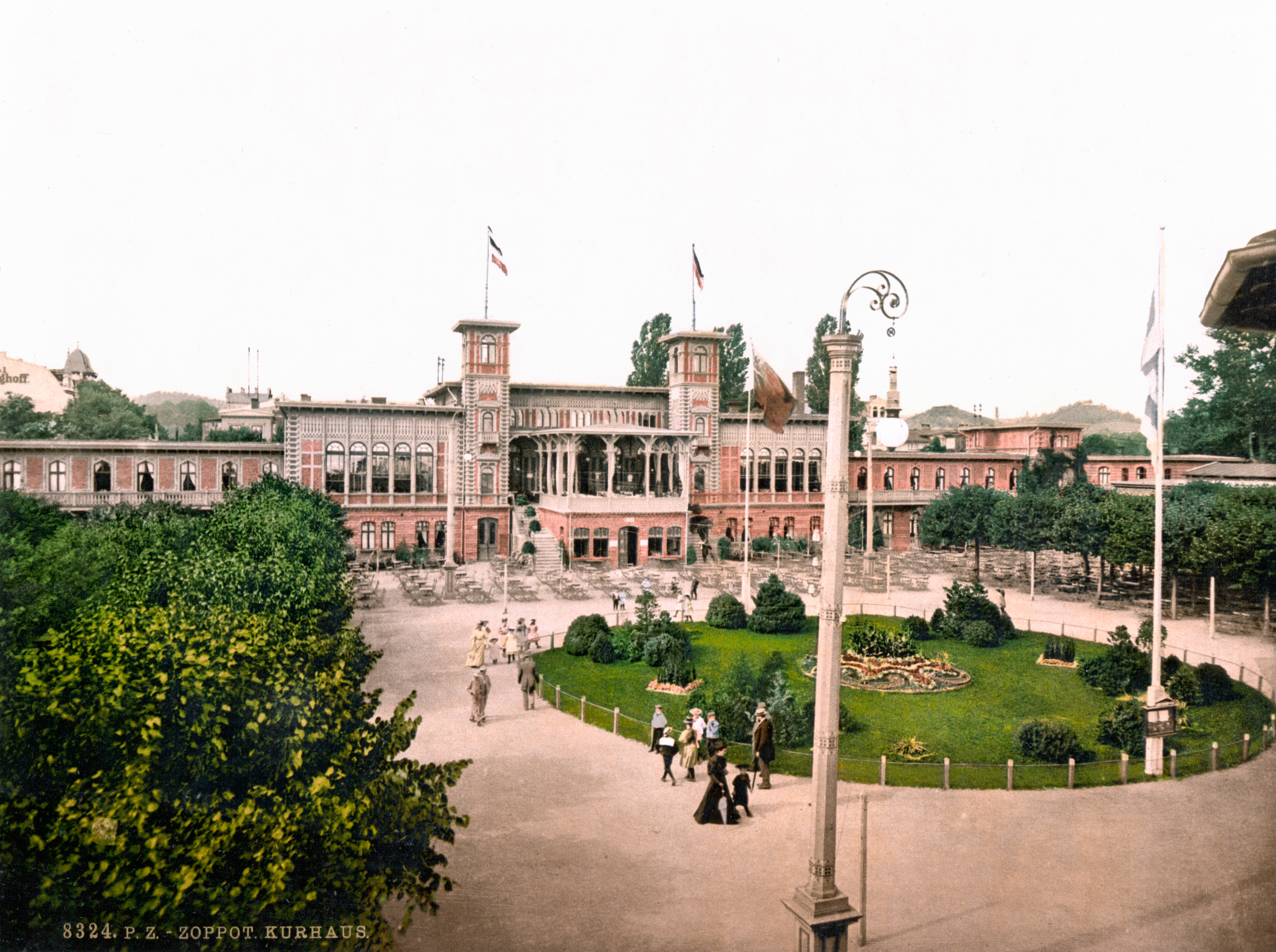
Kurhaus Sopot près de Dantzig vers 1900

En Pologne
- Cammin in Pommern
- Henkenhagen
- Kolberg
- Misdroy
- Sopot (Zoppot)
- Stolpmünde
- Swinemünde

En Russie
- Cranz (avec Rosehnen)
- Palmnicken
- Rauschen
- Rossitten

En Lituanie
- Memel (avec Mellneraggen)
- Nidden
- Polangen
- Preil
- Schwarzort